# Macromia bartenevi
Macromia bartenevi là loài chuồn chuồn trong họ Macromiidae. Loài này được Belyshev mô tả khoa học đầu tiên năm 1973.